# Chanukan Karin
Chanukan Karin (thailändisch ชานุกูล ก๋ารินทร์, * 24. April 1997) ist ein thailändischer Fußballspieler.

## Karriere

### Verein
Chanukan Karin stand bis 2014 bei Chiangrai United unter Vertrag. Der Verein aus Chiangrai spielte in der ersten Liga des Landes, der Thai Premier League. Wo er danach spielte, ist unbekannt. Von mindestens 2019 bis 2020 spielte er beim Drittligisten North Bangkok University FC. 2021 unterschrieb er einen Vertrag beim Bangkoker Erstligisten Police Tero FC. Sein Erstligadebüt gab er am 5. September 2021 (1. Spieltag) im Auswärtsspiel beim Port FC. Hier wurde er in der 84. Minute für Teeratep Winothai eingewechselt. Das Spiel endete 3:3. Für Police bestritt er insgesamt 56 Ligaspiele. Im Sommer 2023 unterschrieb er einen Vertrag beim ebenfalls in der ersten Liga spielenden Port FC.

### Nationalmannschaft
Sein Debüt für die thailändische Nationalmannschaft gab Chanukan Karin am 28. März 2023 in einem Freundschaftsspiel gegen die Vereinigten Arabischen Emirate. Bei der 2:0-Niederlage im Zayed-Sports-City-Stadion in Abu Dhabi wurde er in der 67. Minute für Supachok Sarachat eingewechselt.